# 计算机解放/梦想机器
《计算机解放/梦想机器》（英語：Computer Lib/Dream Machines）是1974年由泰德·尼尔森出版的一本书，该书以双封面平装本的形式印刷以彰显其互文性（Intertwingularity）。此书最初由尼尔森自行出版，1987年由斯图尔特·布兰德撰写序言并由微软出版社再版。
在史蒂文·利维（Steven Levy）的著作《黑客》中，《计算机解放》被描述为“计算机革命的史诗，黑客梦想的圣经。尼尔森固执到没有其他人认为这是个好主意的时候出版了它。”
《计算机解放》在Altair 8800套件即将发布前出版，并通常被认为是关于个人计算机的第一本书。

## 背景
在《计算机解放/梦想机器》首次出版前，尼尔森正在从事第一个超文本项目——成立于1960年的世外桃源計畫（Project Xanadu）。该计划的愿景之一是计算技术和随之而来的自由。这些想法后来在1974年的文本中有所阐述——这大约是局地联网计算机出现的时候，尼尔森发现全球网络可作为超文本系统的一个空间。

## 概要

### 《计算机解放》
在《计算机解放》中。“你现在可以且必须理解计算机了，尼尔森涵盖了计算机的技术与政治。”
在个人计算机尚未成为主流的时代，尼尔森尝试向门外汉解释计算机，并预期这种机器可开放供任何人使用。尼尔森写道，人们需要更深入地了解计算机，而不是通常所说的计算机文化，他认为对特定硬件和软件的熟悉程度是肤浅的。他的战斗口号“打倒Cybercrud”是反对像IBM那样的计算机集中化，也反对他所认为的“计算机工作人员”为了阻止非计算机工作人员理解计算机，而故意说谎。

### 《梦想机器》
《梦想机器》。“通过电脑屏幕获得新的自由——一个少数派报告”是《计算机解放》的背面。尼尔森探讨了他信奉的计算机的未来及其替代用途。这一面是他以反主流文化的方式研究了计算机的典型应用。
尼尔森介绍了计算机灵活的媒介潜力，这在当时是令人震惊的新技术。他看到了超媒体和超文本的使用（这两个术语由他创造），有利于创造力和教育。他敦促读者不要把计算机仅仅看作是一台科学机器，而是一台任何人都可以使用的交互式机器。
在这一部分，尼尔森还描述了世外桃源计划（Project Xanadu）的细节。他提出了未来Xanadu网络的构想，用户可以在Xanadu站点购物，访问全球存储系统中的材料。

## 版式
1974年和1987年的版本都有着非常规的布局，带有两个封面。《计算机解放》封面的特点是在一台计算机举起的拳头。将书翻过来，会看到《梦想机器》封面上出现的一个男人，他身披斗篷，手指指向一个屏幕。
这本书在文体上受到斯图尔特·布兰德的《全球概览》的影响。文字本身被分解成多个部分，有模拟的引文、漫画、侧栏等，类似于杂志布局。
据史蒂芬·列维说，尼尔森对这本书的版式要求是“超大的页面，上面印着你几乎看不清的字，还有潦草的批注和狂躁的业余绘画”，这可能是第一版难以找到出版商的原因——尼尔森自己掏钱花了2000美元首次印刷了几百本。
除了《全球概览》，该布局也与人民计算机公司（PCC）的时事通讯相似——该通讯由一个总部设在门洛帕克的同名团体出版，在史蒂文·利维的描述中，尼尔森的书在那里获得“狂热的追随……泰德·尼尔森在PCC的聚餐晚宴上被当成王一样对待”。

## 新词
在《计算机解放》中，尼尔森介绍了他创造的几个词：
- Cybercrud：作者自己的词语，指把事情都交给使用计算机的人（尤其是强迫他们适应一个死板、不灵活、考虑不周的系统）。[8]在书中，尼尔森提出战斗口号“打倒Cybercrud！”
- 超文本（Hypertext）：最初创造于1965年，显示的文本引用了用户可以访问的其他信息。[9]尼尔森在《计算机解放》中探索了该术语的类型及其在计算机中的未来。其中包括：
  - Chunk样式由通过链接连接的独立文本或媒体的“chunks”组成。
  - Stretch text是自我扩展的文本。它不是链接，而是根据需要的细节放大。[10]
- 互文性（Intertwingularity）：尼尔森说“一切都是紧密相连的”。[11]他说所有的主题和信息都是相互关联的。这个术语来自于intertwined和intermingled的融合。[12]
- Fantics：“在情感上和认知上把想法表达出来的艺术和科学”。[11]尼尔森解释说，观众在接受感受的同时，也接受来自内容的信息。

## 遗产
该书发行后，它吸引了从媒体理论家到计算机黑客等地下追随者。霍华德·莱茵戈尔德（Howard Rheingold）在他的《思维工具》（Tools for Thought）一书中，称《计算机解放》为“微型计算机革命最畅销的地下宣言”。
它被《新媒体读者》（The New Media Reader）称为“计算媒体史上最有影响力的一本书”，以及“新媒体史上最重要的一本书”。
《计算机解放》中最广泛采用的思想之一是泰德·尼尔森的“Chunk式”的超文本。这种类型的超文本现在被大多数网站使用。
当这本书出版时，第一台个人计算机还没有出现，尼尔森被认为预测了我们如何在艺术和娱乐方面与计算机互动，比如电子游戏。他是最早将计算机描述为“通用机器”的人之一。

### 书目
- Barnet, Belinda. . Anthem Press. 2013  [6 December 2019]. ISBN 0857281968.
- BYTE Magazine, October 1975（页面存档备份，存于）
- Ceruzzi, P. E. . OAH Magazine of History. 2010-07-01, 24 (3): 25–28. ISSN 0882-228X. doi:10.2307/maghis/24.3.25 （英语）.
- Kitzmann, Andreas. . Configurations. Fall 2001, 9 (3): 441–459. doi:10.1353/con.2001.0018.
- Levy, Steven. . . O’Reilly. 2010.
- Nelson, Theodor H. . Nelson, Theodor H. "First edition"--cover. Nelson. 1974. ISBN 0893470023. OCLC 11182412.
- Nelson, Ted. . Wardrip-Fruin; Montfort  (编). . 2003. ISBN 9780486819556.
- Nielsen, Jakob. . . AP Professional. 1995  [18 November 2019]. ISBN 0-12-518408-5 （英语）.
- Packer, Randall; Jordan, Ken. . W. W. Norton & Company. 2002. ISBN 978-0-393-32375-7 （英语）.
- Rheingold, Howard. . MIT Press. 2000. ISBN 9780262681155 （英语）.
- Schäfer, Mirko Tobias. . Amsterdam University Press. 2011: 62. ISBN 9789089642561 （英语）.
- Struppa, Daniele C.; Dechow, Douglas R. (编). . Springer International Publishing. 2015  [18 November 2019]. ISBN 978-3319169255.
- Tesch, Renata. . Routledge. 2013  [6 December 2019]. ISBN 1134077378.
- Wardrip-Fruin, Noah; Harrigan, Pat. . MIT Press. 2004. ISBN 978-0-262-23232-6 （英语）.
- Wolf, Gary. . Wired. 1 June 1995  [24 November 2019]. （原始内容存档于2020-01-06）.